# Lauda sejmikowe
Lauda (w liczbie pojedynczej laudum) – uchwały podejmowane w Polsce od XIV w. przez wiece dzielnicowe, a później przez sejmiki ziemskie, czasem również sejmiki generalne prowincji.
Początkowo były to wyroki sądów wiecowych, później nabrały znaczenia lokalnego ustawodawstwa, dotyczącego zwłaszcza prawa zwyczajowego i sądowego.
Po ukształtowaniu się sejmu, lauda sejmików ziemskich uzupełniały uchwały sejmu lub normowały sprawy zlecone sejmikom przez sejm. Rozwinięty samorząd ziemski Rzeczypospolitej powodował, że zakres uregulowań prawnych dokonywanych przez sejmiki ziemskie był bardzo szeroki. Często sejmiki rozstrzygały laudami również sprawy ogólnokrajowe, gdyż królowie nie mogąc przeforsować w sejmie ustaw, zwracali się bezpośrednio do sejmików. Dotyczyło to zwłaszcza spraw podatkowych.
Do 1776 r. lauda były uchwalane jednomyślnie. W związku z tym zdarzało się, że nie mogący się porozumieć uczestnicy sejmiku rozdzielali się i powstawały dwa komplety często całkowicie różnych uchwał.
Laudum, mające formę dokumentu, wystawionego w imieniu senatorów i szlachty danej ziemi, było oblatowane (wciągane) do ksiąg sądów ziemskich lub do ksiąg grodzkich. Od końca XVI w. wyłącznie do ksiąg grodzkich.
Lauda są ważnym źródłem poznania historii Polski, historii prawa i genealogii. Niektóre z nich, na przykład lauda ziemi sieradzkiej, mają dla poznania historii prawa polskiego wyjątkowe znaczenie. Ze względu na to, że w ziemi tej nie obowiązywały statuty Kazimierza Wielkiego, lauda sieradzkie z XIV i XV w. zawierają szeroki zakres regulacji prawnych. Przykładowo laudum z 1419 r. normowało postępowanie sądowe w ziemi łęczyckiej. Lauda są również ważnym źródłem do poznania innych odrębności terytorialnych w I Rzeczypospolitej, w szczególności dotyczących Mazowsza oraz księstw oświęcimskiego i zatorskiego.
Od XV w. laudami nazywano również postanowienia podejmowane przez skonfederowaną szlachtę.
W średniowiecznej łacinie słowo laudum oznaczało protokół, uchwałę, wyrok sądu rozjemczego.